# Kacper Formela
Kacper Formela (ur. 31 marca 1996 w Wejherowie) – polski karateka i zawodnik mieszane sztuki walki (MMA). Wicemistrz świata oraz mistrz Polski w karate shōtōkan z 2013 roku. Były mistrz federacji FEN w wadze piórkowej. Aktualnie związany z organizacją KSW, w której zajmuje 2. miejsce w oficjalnym rankingu wagi piórkowej.

## Kariera w karate
Formela trenuje sztuki walki od siódmego roku życia. Karate zajął się profesjonalnie już w wieku jedenastu lat. Zaczął trenować pięć razy w tygodniu, dzięki czemu stał się czołowym zawodnikiem w Polsce. Mając 14 lat został powołany do Kadry Narodowej.
Na Mistrzostwach Europy i Świata zdobywał różne medale m.in. Srebrny Medal na Mistrzostwach Świata w Liverpoolu w 2013 roku. Został dwukrotnym Mistrzem Świata Karate FSKA, a karierę w karate zwieńczył zdobyciem czarnego pasa w marcu 2014 roku.
Miał okazję reprezentować Polskę na pierwszych i drugich Mistrzostwach Świata Amatorskiego MMA Światowej Federacji IMMAF, które odbyły się w Las Vegas w 2014 i 2015 roku organizowane przy boku UFC. Dwukrotnie zajął 5. miejsce na świecie.

## Kariera MMA

### Wczesna kariera
5 grudnia 2015 stoczył swój pierwszy zawodowy pojedynek w formule MMA, wygrywając przez poddanie - duszenie zza pleców z Mariuszem Michalczukiem.
12 marca 2016 na gali Time of Masters 2: Real Force, powtórzył wyczyn z pierwszej walki na Litwinie, Juriju Jermolo.
30 kwietnia 2016 na debiutanckiej gali Slava Republic 1, pokonał przez techniczny nokaut na dwie sekundy przed zakończeniem pojedynku Patryka Duńskiego.
W walce wieczoru gali Slugfest 9, która odbyła się 10 grudnia 2016 we Wrześni, zmierzył się z Jakubem Wieczorkiem. Po raz pierwszy pojedynek zakończył się na pełnym dystansie trzech rund, po których sędziowie jednogłośnie ogłosili zwycięstwo Formeli.
Pierwszą porażkę w zawodowej karierze poniósł 6 maja 2017 podczas brytyjskiej gali Cage Warriors Fighting Championship 83 w Newport, gdzie przegrał przez poddanie - duszenie zza pleców z Anglikiem, Aidenem Lee.
Na zwycięską ścieżkę powrócił 1 lipca 2017 podczas ACB 63 w gdańsko-sopockiej Ergo Arenie, gali organizowanej przez dużą, rosyjską federację Absolute Championship Berkut. Formela pokonał tam jednogłośnie na punkty (30:27, 30:27, 30:27) Ormianina, Armana Stepanjana.
14 października 2017 w walce wieczoru Gali Sportów Walki w Międzychodzie 8, poddał duszeniem zza pleców w drugiej rundzie Azera, Vagifa Askerova.
Następnie 18 listopada 2017 w radomskiej Hali MOSiR im. Kazimierza Paździora podczas gali TFL 12: Hydro Truck Night znokautował kopnięciem na korpus w drugiej odsłonie Brazylijczyka, Lucasa Tenorio.
8 czerwca 2018 w Ełku na Babilon MMA 4 powtórzył wyczyn z poprzedniej walki na Adamie Brzezowskim, jednak tym razem kończąc rywala już w pierwszej rundzie.

### Powrót do Cage Warriors i RWC
29 września 2018 powrócił do brytyjskiej federacji Cage Warriors, gdzie na gali z numerkiem 97 przegrał przez TKO z niepokonanym Walijczykiem, Masonem Jonesem.
Jeszcze tego samego roku, na grudniowej gali RWC 1: Nowe rozdanie, zwyciężył na pełnym dystansie werdyktem jednogłośnym z Sebastianem Rajewskim.
Drugą walkę pod banderą Rocky Warriors Cartel stoczył 5 lipca 2019 na RWC 3 w Gdyni, przegrywając tam z Azerem, Vugarem Kyaramovem.

### FEN
W 2020 podpisał kontrakt z Fight Exclusive Night, federacją określaną numerem 2 z polskich organizacji (zaraz po KSW). Debiut dla tej federacji odnotował 13 czerwca na FEN 28: Lotos Fight Night, gali która odbyła się w wytwórni filmowej Alvernia Studios we wsi Nieporaz. Bliski pojedynek po trzech rundach decyzją niejednogłośną przegrał z Łukaszem Charzewskim.
Formela będąc na fali trzech zwycięstw z rzędu 12 marca 2022 zawalczył o pas mistrzowski FEN w wadze piórkowej. Podczas walki wieczoru gali FEN 39: Lotos Fight Night zwyciężył przez TKO w pierwszej rundzie z Mołdawianinem, Nicolae Hantea. Po otrzymaniu tytułu mistrzowskiego oświadczył się swojej partnerce Magdzie.
Na następnej czterdziestej gali Fight Exclusive Night, która odbyła się 18 czerwca 2022 w Ostródzie, obronił tytuł wagi piórkowej, nokautując wysokim kopnięciem Ukraińca, Aleksandra Gorszecznika. Formela za efektowną wygraną został nagrodzony bonusem w kategorii nokaut wieczoru.
16 grudnia 2022 w Szczecinie na FEN 43: Energa Fight Night przystąpił po raz drugi do obrony pasa FEN, gdzie zmierzył się z doświadczonym Pedro Nobre. Formela zwyciężył przez TKO w pierwszej rundzie. Jego pierwotnym rywalem, który nabawił się kontuzji miał być inny Brazylijczyk, Matheus Pereira.
Pod koniec grudnia 2022 ogłosił odejście z FEN'u, po wypełnieniu ostatniego kontraktu. Ostatecznie jak się okazało Formela ma aktualny kontrakt z Fight Exclusive Night i kolejną obronę pasa w wadze piórkowej stoczył 17 czerwca 2023 na gali FEN 47: Orlen Paliwa Fight Night w Ostródzie. Jego przeciwnikiem był Kazach, Nurżan Akiszew. Zwyciężył przez jednogłośną decyzję sędziowską, którzy punktowali 50-45, 49-46, 49-46 na jego korzyść.
Cztery miesiące później podczas gali FEN 51: KGHM Fight Night w Lubinie stoczył walkę z innym reprezentantem Kazachstanu, Nursułtanem Kassymchanowem. Pojedynek ten zakontraktowano w limicie kategorii lekkiej. Po kłopotach w pierwszej rundzie ostatecznie zwyciężył walkę jednogłośnie na punkty. Wszyscy sędziowie punktowali identycznie – 29-28 dla Formeli. Organizacja nagrodziła pojedynek bonusem za walkę wieczoru.
19 grudnia 2023 w wideorozmowie udzielonej dla portalu myMMApl poinformował, że skończył mu się kontrakt z Fight Exclusive Night i negocjuje nową umowę z organizacją, Professional Fighters League.
13 marca 2024 poinformowano, że Kacper Formela oficjalnie odchodzi z Fight Exclusive Night.

### KSW
W kwietniu 2024 roku podpisał kontrakt z najlepszą polską organizacją, Konfrontacją Sztuk Walki. 11 maja 2024 zadebiutował dla nowego pracodawcy, tocząc pojedynek z Bośniakiem, Ahmedem Vilą podczas XTB KSW 94: Bartosiński vs. Michaliszyn w gdańsko-sopockiej Ergo Arenie. Wygrał przez jednogłośną decyzję sędziów. Dzięki zwycięstwie zakwalifikował się na 5 miejscu w oficjalnym rankingu KSW wagi piórkowej.
16 listopada 2024 na jubileuszowej gali XTB KSW 100: Khalidov vs. Bartosiński w gliwickiej PreZero Arenie, zawalczył o tymczasowy pas mistrzowski KSW wagi piórkowej, mierząc się z Robertem Ruchałą. Przegrał w trzeciej rundzie przez techniczny nokaut, zostając rozbitym uderzeniami i łokciami w parterze przez mistrza.
Trzecią walkę w KSW stoczył siedem miesięcy później na gali XTB KSW 107, która odbyła się 14 czerwca 2025 w gdańsko-sopockiej Ergo Arenie. Dla Formeli był to powrót do wagi lekkiej. Jego rywalem został były pretendent do pasów KSW wagi piórkowej oraz lekkiej, Roman Szymański. Pod koniec pierwszej rundy przegrał ponownie przez techniczny nokaut.

## Osiągnięcia[47]

### Karate
- 29.09.2012: Puchar Polski Karate WKF
- 27.09.2013: Wicemistrzostwo Świata w Karate Shōtōkan
- 27.10.2013: Mistrzostwo Polski Karate Shōtōkan
- 22-24.11.2013: Drużynowe 2 miejsce na Mistrzostwach Europy Karate Shōtōkan
- 26.10.2013: Liverpool Wicemistrzostwo ŚWIATA Karate Shōtōkan
- 20-22.09.2013: 2X Mistrzostwo Świata Karate FSKA indywidualne oraz drużynowe
- 31.05.2014: Puchar Polski Karate WKF
- 03.2014: Czarny pas w Karate

### Mieszane sztuki walki
- Amatorskie
  - 17.05.2014: Puchary Polski Północnej w Amatorskim MMA
  - 1-5.07.2014: 5 Miejsce na Amatorskich Mistrzostwach Świata MMA IMMAF w Las Vegas
  - 22.11.2014: Amatorski Puchar KSW
  - 6-11.07.2015: 5 Miejsce na Amatorskich Mistrzostwach Świata MMA IMMAF w Las Vegas
- Zawodowe
  - Fight Exclusive Night
    - 2022-2024: Mistrz FEN w wadze piórkowej[23][36]
    - Bonus za walkę wieczoru (cztery razy) vs. Łukasz Charzewski (2020)[48], Kamil Łebkowski (2020)[49], Damian Frankiewicz (2021)[50], Nursułtan Kassymchanow[34]
    - Bonus za nokaut wieczoru (jeden raz) vs. Aleksandr Gorszecznik (2022)[26]

## Lista walk w MMA

### Zawodowe
| Wynik     | Bilans | Przeciwnik (bilans przed walką) | Rozstrzygnięcie                                        | Runda | Czas | Rozgrywki                               | Data       | Miejsce        | Uwagi                                                                                            |
| --------- | ------ | ------------------------------- | ------------------------------------------------------ | ----- | ---- | --------------------------------------- | ---------- | -------------- | ------------------------------------------------------------------------------------------------ |
| Przegrana | 18-6   | Roman Szymański (17-9)          | TKO (ciosy pięściami)                                  | 1     | 4:15 | XTB KSW 107: De Fries vs. Wrzosek       | 14.06.2025 | Gdańsk / Sopot | Powrót do wagi lekkiej.                                                                          |
| Przegrana | 18-5   | Robert Ruchała (10-1)           | TKO (ciosy pięściami w parterze)                       | 3     | 2:44 | XTB KSW 100: Khalidov vs. Bartosiński   | 16.11.2024 | Gliwice        | Walka o tymczasowy pas mistrzowski KSW w wadze piórkowej.                                        |
| Wygrana   | 18-4   | Ahmed Vila (12-4-1. 1 NC)       | Decyzja (jednogłośna)                                  | 3     | 5:00 | XTB KSW 94: Bartosiński vs. Michaliszyn | 11.05.2024 | Gdańsk/Sopot   | Debiut w KSW.                                                                                    |
| Wygrana   | 17-4   | Nursułtan Kassymchanow (13-4)   | Decyzja (jednogłośna)                                  | 3     | 5:00 | FEN 51: KGHM Fight Night                | 14.10.2023 | Lubin          | Walka w kategorii lekkiej. Bonus za walkę wieczoru. Co-Main Event                                |
| Wygrana   | 16-4   | Nurżan Akiszew (15-3)           | Decyzja (jednogłośna)                                  | 5     | 5:00 | FEN 47: Orlen Paliwa Fight Night        | 17.06.2023 | Ostróda        | Obronił pas mistrzowski FEN w wadze piórkowej. Main Event                                        |
| Wygrana   | 15-4   | Pedro Nobre (21-6-2)            | TKO (ciosy pięściami)                                  | 1     | 4:32 | FEN 43: Energa Fight Night Szczecin     | 16.12.2022 | Szczecin       | Obronił pas mistrzowski FEN w wadze piórkowej. Main Event                                        |
| Wygrana   | 14-4   | Aleksandr Gorszecznik (18-5)    | KO (wysokie kopnięcie na głowę)                        | 1     | 4:45 | FEN 40: Energa Fight Night Ostróda      | 18.06.2022 | Ostróda        | Obronił pas mistrzowski FEN w wadze piórkowej. Bonus za nokaut wieczoru. Main Event              |
| Wygrana   | 13-4   | Nicolae Hantea (5-1)            | TKO (lewy hak na wątrobę i ciosy pięściami w parterze) | 1     | 1:04 | FEN 39: Lotos Fight Night               | 12.03.2022 | Ząbki          | Zdobył pas mistrzowski FEN w wadze piórkowej. Main Event                                         |
| Wygrana   | 12-4   | Damian Frankiewicz (9-3)        | Decyzja (jednogłośna)                                  | 3     | 5:00 | FEN 33: Lotos Fight Night Warszawa      | 27.03.2021 | Warszawa       | Eliminator do walki o pas mistrzowski FEN w wadze piórkowej. Bonus za walkę wieczoru. Main Event |
| Wygrana   | 11-4   | Edgar Davalos (12-1)            | Decyzja (jednogłośna)                                  | 3     | 5:00 | FEN 31: Lotos Fight Night Łódź          | 28.11.2020 | Łódź           | Limit umowny -69 kg.                                                                             |
| Wygrana   | 10-4   | Kamil Łebkowski (18-9)          | KO (lewy sierpowy i ciosy pięściami w parterze)        | 3     | 0:14 | FEN 29: Lotos Fight Night Ostróda       | 22.08.2020 | Ostróda        | Powrót do wagi piórkowej. Bonus za walkę wieczoru.                                               |
| Przegrana | 9-4    | Łukasz Charzewski (8-1)         | Decyzja (niejednogłośna)                               | 3     | 5:00 | FEN 28: Lotos Fight Night               | 13.06.2020 | Nieporaz       | Debiut FEN w wadze lekkiej. Bonus za walkę wieczoru.                                             |
| Przegrana | 9-3    | Wugar Karamow (12-3)            | Decyzja (jednogłośna)                                  | 3     | 5:00 | RWC 3: Gdynia                           | 05.07.2019 | Gdynia         | Powrót do wagi piórkowej.                                                                        |
| Wygrana   | 9-2    | Sebastian Rajewski (4-4)        | Decyzja (jednogłośna)                                  | 3     | 5:00 | RWC 1: Nowe rozdanie                    | 21.12.2018 | Kościerzyna    | Waga lekka                                                                                       |
| Przegrana | 8-2    | Mason Jones (5-0)               | TKO (kolana na korpus)                                 | 1     | 4:03 | CW 97 – Cage Warriors 97                | 29.09.2018 | Cardiff        | Waga lekka. Co-Main Event                                                                        |
| Wygrana   | 8-1    | Adam Brzezowski (5-2)           | KO (kopnięcie na korpus i ciosy pięściami)             | 1     | 0:40 | Babilon MMA 4: Kołecki vs. Cuk          | 08.06.2018 | Ełk            | Waga lekka                                                                                       |
| Wygrana   | 7-1    | Lucas Tenorio (2-2-1)           | KO (kopnięcie na korpus i ciosy pięściami)             | 2     | 1:20 | TFL 12: Hydro Truck Night               | 18.11.2017 | Radom          | Limit umowny -67 kg.                                                                             |
| Wygrana   | 6-1    | Vagif Askerov (6-2)             | Poddanie (duszenie zza pleców)                         | 2     | 1:21 | Gala Sportów Walki w Międzychodzie 8    | 14.10.2017 | Międzychód     | Debiut w wadze lekkiej. Main Event                                                               |
| Wygrana   | 5-1    | Armen Stepanjan (4-1)           | Decyzja (jednogłośna)                                  | 3     | 5:00 | ACB 63                                  | 01.07.2017 | Gdańsk         | Waga piórkowa                                                                                    |
| Przegrana | 4-1    | Aiden Lee (3-1)                 | Poddanie (duszenie zza pleców)                         | 1     | 3:39 | Cage Warriors 83                        | 06.05.2017 | Newport        | Waga piórkowa                                                                                    |
| Wygrana   | 4-0    | Jakub Wieczorek (3-1)           | Decyzja (jednogłośna)                                  | 3     | 5:00 | Slugfest 9: Września                    | 10.12.2016 | Września       | Waga piórkowa                                                                                    |
| Wygrana   | 3-0    | Patryk Duński (3-2)             | TKO (ciosy pięściami)                                  | 3     | 4:58 | Slava Republic 1: Bojano                | 30.04.2016 | Bojano         | Waga piórkowa                                                                                    |
| Wygrana   | 2-0    | Jurij Jermolo (0-0)             | Poddanie (duszenie zza pleców)                         | 1     | 3:01 | ToM 2 – Time of Masters 2: Real Force   | 12.03.2016 | Sopot          | Limit umowny -68 kg.                                                                             |
| Wygrana   | 1-0    | Mariusz Michalczuk (1-0)        | Poddanie (duszenie zza pleców)                         | 1     | 4:30 | PLMMA 61 / AFC 5 – Bytom                | 05.12.2015 | Bytom          | Debiut w zawodowym MMA w wadze piórkowej.                                                        |

### Amatorskie
| Wynik     | Bilans | Przeciwnik (bilans przed walką) | Rozstrzygnięcie                      | Runda | Czas | Rozgrywki                                                  | Data       | Miejsce   | Uwagi                                                               |
| --------- | ------ | ------------------------------- | ------------------------------------ | ----- | ---- | ---------------------------------------------------------- | ---------- | --------- | ------------------------------------------------------------------- |
| Przegrana | 5-3    | Joeshwa Mortada (5-1)           | Poddanie (dźwignia na staw łokciowy) | 3     | 1:44 | Tuff-N-Uff – 2015 IMMAF World Championships: Day 3, Cage A | 08.07.2015 | Las Vegas | Zajął 5 miejsce na Amatorskich Mistrzostwach Świata MMA IMMAF 2015. |
| Wygrana   | 5-2    | Maksat Kinibajew (0-0)          | Decyzja (jednogłośna)                | 3     | 3:00 | Tuff-N-Uff – 2015 IMMAF World Championships: Day 2, Cage A | 07.07.2015 | Las Vegas | Amatorskie Mistrzostwa Świata MMA IMMAF.                            |
| Wygrana   | 4-2    | Kacper Gacka (1-0)              | Decyzja (jednogłośna)                | 3     | 3:00 | PLMMA 54 – Włocławek                                       | 24.04.2015 | Włocławek |                                                                     |
| Wygrana   | 3-2    | Radosław Wawruniak (0-0)        | TKO (rezygnacja)                     | 2     | 3:00 | PLMMA 49 – Łobez                                           | 06.03.2015 | Łobez     |                                                                     |
| Przegrana | 2-2    | Rami Hamdan (0-2-1)             | Decyzja (jednogłośna)                | 2     | 5:00 | ToM 1 – Time of Masters 1: First Blood                     | 17.01.2015 | Sopot     |                                                                     |
| Przegrana | 2-1    | Jose Mariscal (8-0)             | Poddanie (kimura)                    | 1     | 0:28 | Tuff-N-Uff – 2014 IMMAF World Championships: Day 3, Cage B | 02.07.2014 | Las Vegas | Zajął 5 miejsce na Amatorskich Mistrzostwach Świata MMA IMMAF 2014. |
| Wygrana   | 2-0    | Jonas Troest (4-0)              | Decyzja (niejednogłośna)             | 3     | 5:00 | Tuff-N-Uff – 2014 IMMAF World Championships: Day 2, Cage A | 01.07.2014 | Las Vegas | Amatorskie Mistrzostwa Świata MMA IMMAF.                            |
| Wygrana   | 1-0    | Paweł Chojnacki (0-0)           | Decyzja (niejednogłośna)             | 2     | 5:00 | PLMMA 34 – Iława                                           | 23.05.2014 | Iława     | Debiut w amatorskim MMA w wadze lekkiej.                            |